# 七号線ロストボーイズ
『七号線ロストボーイズ』（ななごうせんろすとぼーいず）は、2022年4月13日にソニー・ミュージックアソシエイテッドレコーズより発売された、日本のバンド、amazarashiの6枚目のフルアルバム。

## 概要
前回の5th album「ボイコット」から約2年ぶりのフルアルバム。
完全生産限定盤(CD+Blu-ray)、初回生産限定盤(CD+DVD)、通常盤(CD)の3形態で発売。
テレビアニメ「86-エイティシックス-」第2クールオープニングテーマ「境界線」と、新曲10曲を収録。各楽曲には「日々の生活、人間関係、人生の意味など様々な問題を抱える中、自分が何者なのかを探し、未来へと進むためのアイデンティティーを見つけて欲しい」というメッセージが込められている。
完全生産限定盤のBlu-rayと初回生産限定盤のDVDには2021年に行われたライブツアー「amazarashi Live Tour 2020『ボイコット』」東京ガーデンシアター公演の模様が収められる。

## 収録曲
| 全作詞・作曲: 秋田ひろむ。 |                            |            |            |      |
| #                          | タイトル                   | 作詞       | 作曲・編曲 | 時間 |
| 1.                         | 「感情道路七号線」         | 秋田ひろむ | 秋田ひろむ | 1:32 |
| 2.                         | 「火種」                   | 秋田ひろむ | 秋田ひろむ | 4:10 |
| 3.                         | 「境界線」                 | 秋田ひろむ | 秋田ひろむ | 4:55 |
| 4.                         | 「ロストボーイズ」         | 秋田ひろむ | 秋田ひろむ | 5:46 |
| 5.                         | 「間抜けなニムロド」       | 秋田ひろむ | 秋田ひろむ | 4:14 |
| 6.                         | 「かつて焼け落ちた町」     | 秋田ひろむ | 秋田ひろむ | 4:48 |
| 7.                         | 「アダプテッド」           | 秋田ひろむ | 秋田ひろむ | 5:15 |
| 8.                         | 「戸山団地のレインボー」   | 秋田ひろむ | 秋田ひろむ | 4:42 |
| 9.                         | 「アオモリオルタナティブ」 | 秋田ひろむ | 秋田ひろむ | 4:45 |
| 10.                        | 「1.0」                    | 秋田ひろむ | 秋田ひろむ | 5:31 |
| 11.                        | 「空白の車窓から」         | 秋田ひろむ | 秋田ひろむ | 5:38 |
| 合計時間:                  | 合計時間:                  | 51:16      |            |      |

| #   | タイトル                       | 作詞 | 作曲・編曲 |
| --- | ------------------------------ | ---- | ---------- |
| 1.  | 「拒否オロジー」               |      |            |
| 2.  | 「とどめを刺して」             |      |            |
| 3.  | 「境界線」                     |      |            |
| 4.  | 「帰ってこいよ」               |      |            |
| 5.  | 「初雪」                       |      |            |
| 6.  | 「アルカホール」               |      |            |
| 7.  | 「水槽」                       |      |            |
| 8.  | 「抒情死」                     |      |            |
| 9.  | 「マスクチルドレン」           |      |            |
| 10. | 「馬鹿騒ぎはもう終わり」       |      |            |
| 11. | 「世界の解像度」               |      |            |
| 12. | 「独白」                       |      |            |
| 13. | 「千年幸福論」                 |      |            |
| 14. | 「そういう人になりたいぜ」     |      |            |
| 15. | 「未来になれなかったあの夜に」 |      |            |
| 16. | 「夕立旅立ち」                 |      |            |

## 楽曲解説
ロストボーイズ
秋田日記にて歌詞が公開されている。
間抜けなニムロド
秋田日記にて歌詞が公開されている。
アダプテッド
秋田日記にて歌詞が公開されている。
アオモリオルタナティブ
秋田日記にて歌詞が公開されている。また、2021年に行われたライブツアー「amazarashi Live Tour 2020『ボイコット』」のリンクステーションホール青森(青森市文化会館)公演の終演後、会場内で音源が流された。